# Roman Neustädter
Roman Petrovich Neustädter (ryska: Рома́н Петро́вич Нойште́дтер), född 18 februari 1988 i Dnepropetrovsk, Ukrainska SSR, Sovjetunionen, är en rysk fotbollsspelare (defensiv mittfältare) som spelar för Dynamo Moskva.
Neustädter, som är av rysslandstysk härstamning, kom till Tyskland redan 1992. Han debuterade för Tysklands landslag den 14 november 2012 i en 0–0-match mot Nederländerna.